# Phao (trò chơi giải trí)

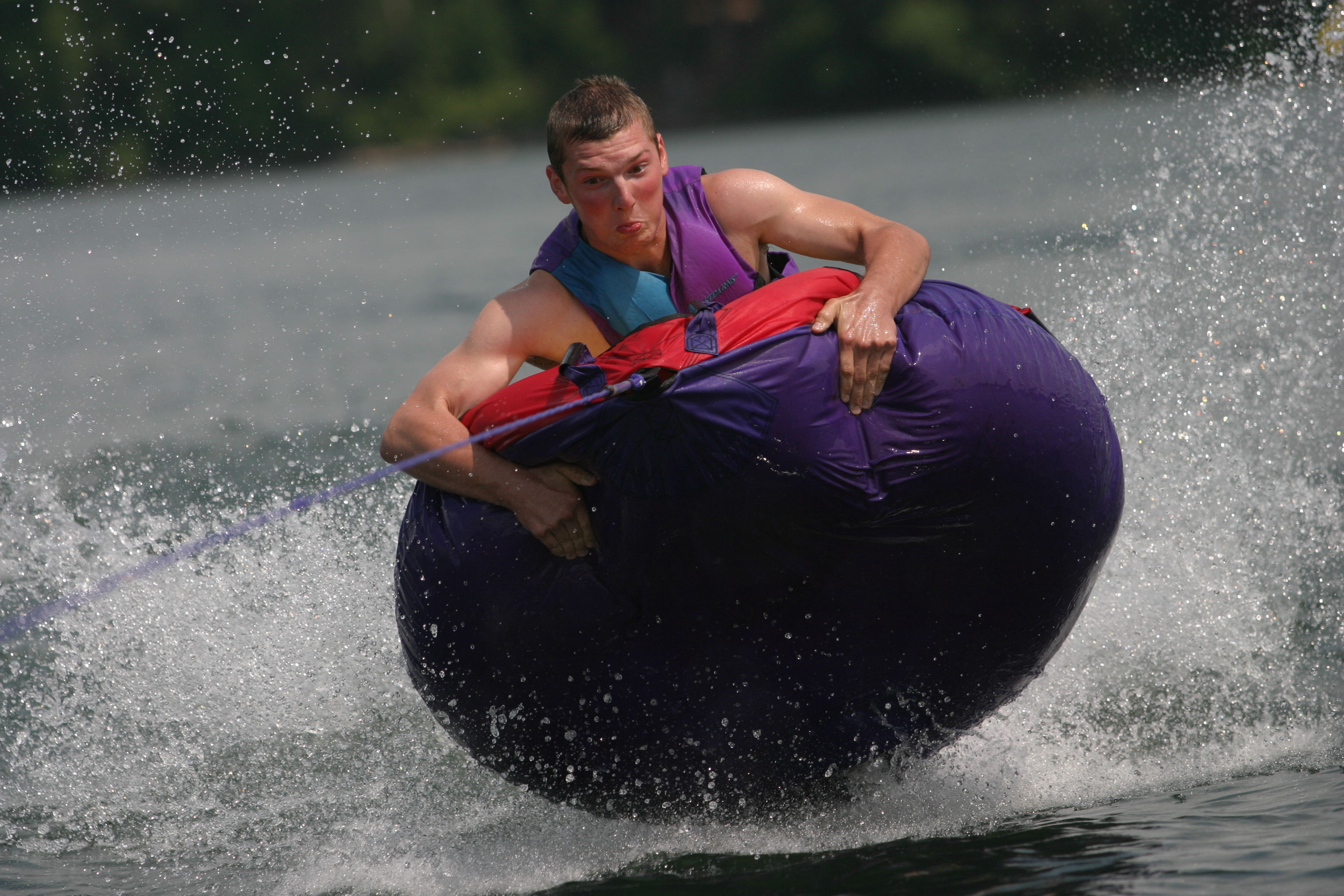
Phao kéo trên hồ. Người cưỡi phao như đang bay khi băng qua những ngọn sóng, theo sau ca nô hoặc là mô-tô nước cá nhân.

Phao (còn được gọi là phao rỗng, phao bơm hơi, tiếng Anh: tubing hay toobing) là một hoạt động giải trí mà người cưỡi trên một cái phao rồi trượt trên nước, trên tuyết hoặc xuyên không. Do hình dáng của nó mà phao còn được gọi là “bánh rán” hoặc “bánh quy”. 
 

## Các thể loại

### Nước

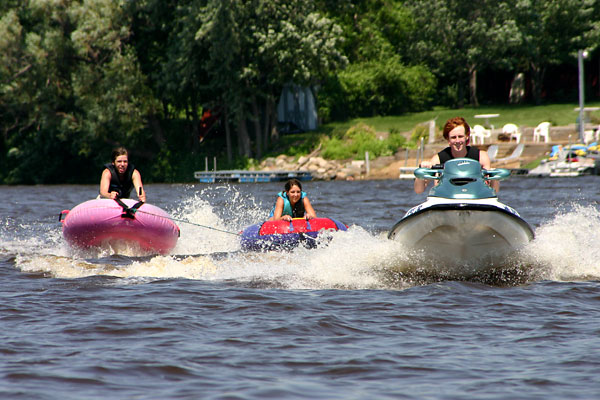
Phao kéo phía sau một chiếc ca nô cá nhân trên sông Mississippi.

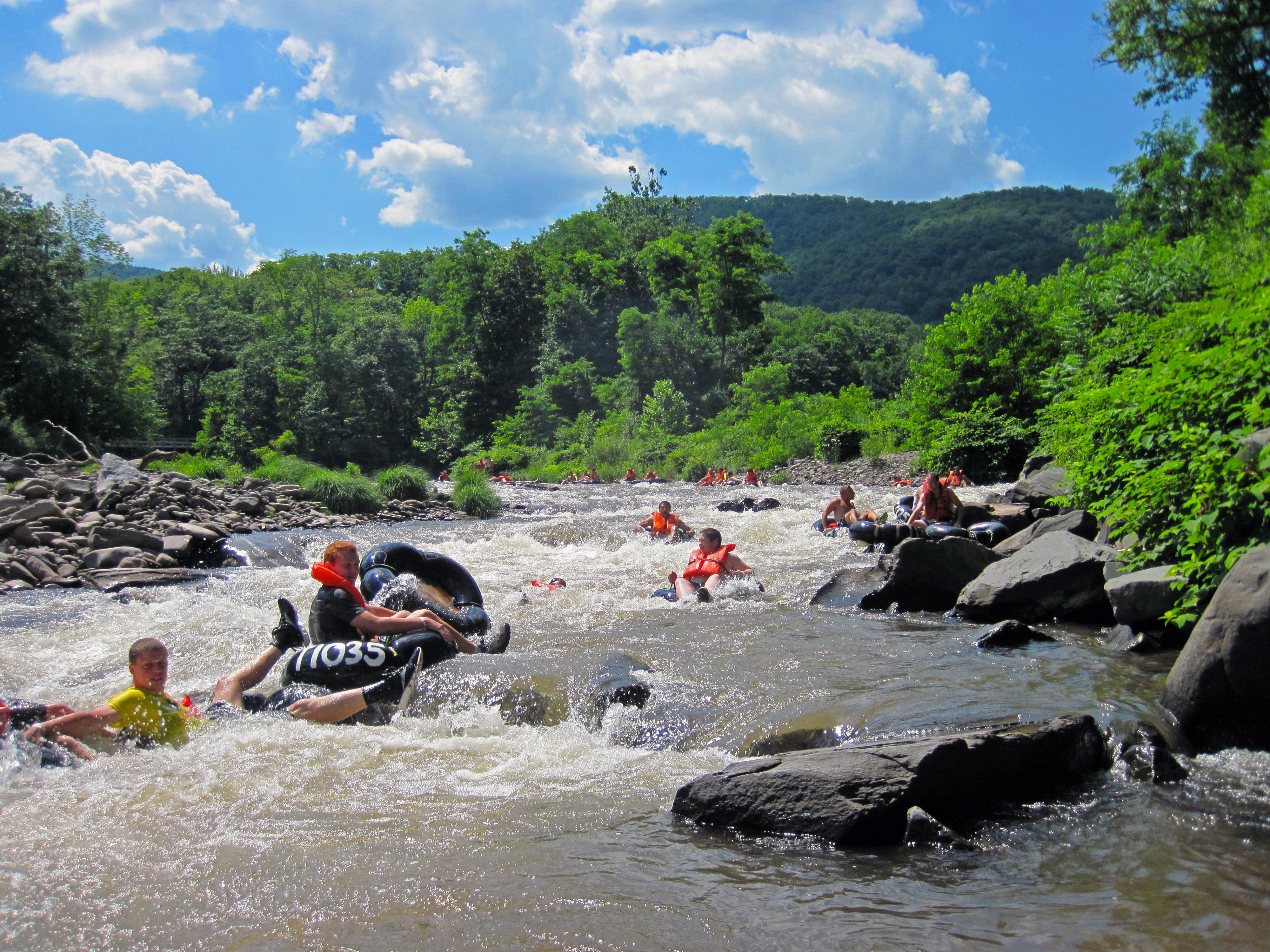
Người chơi phao nổi tự do trên Esopus Creek ở dãy núi Catskill thuộc New York.

Biến thể trên nước thông thường gồm hai loại hình: kéo và nổi tự do, cũng được gọi là phao kéo trên sông. Theo tạp chí Time, phao được cho là phát minh tại Thái Lan bởi công chúa Chumbhot của Nagar Svarga vào nửa đầu thế kỉ 20.
Phao kéo thường diễn ra ở những vùng nước lớn như là sông hoặc hồ. Những người chơi sẽ buộc phao vào ca nô hoặc mô tô nước cá nhân, sau đó, họ sẽ lướt trên mặt nước bởi sức kéo của chúng.
Với trò phao nổi tự do, người chơi không phải buộc dây vào bất kì phương tiện đường thủy nào mà thường là tự do xuôi theo dòng nước. Người chơi sẽ dùng tay để chèo hoặc mang chân vịt để di chuyển. Họ cũng có thể được trang bị với phao lớp hoặc phao “da”. Chất liệu của những lớp phao là  vải được che phủ phía dưới đáy phao, mặt bên, và có một lớp vải hình dáng như cái váy bao phủ đường kính phía trong, khoảng trống còn lại dành cho người chơi ngồi vào. Lớp ngoài cùng có thể được biến đổi với túi, nó như là một cái tay cầm thuận tiện để người chơi có thể nắm lấy. Bất cứ thứ gì được cột vào phao hoặc sử dụng dây không phải là dây phao đó là điều cấm kị, nó có thể quấn vào cơ thể làm người chơi có thể bị chết đuối. Esopus Creek ở dãy núi Catskill thuộc New York là một nơi phổ biến dành cho loại hình phao giải trí, khởi đầu ở Phoenicia và tiếp tục hướng tới phía đông. Cũng như tất cả các môn thể thao dưới nước, người chơi phao cũng cần phải mặc đồ bảo hộ thích hợp như là áo phao, giày bảo hộ dưới nước và mũ bảo hộ. Trò vượt thác bằng phao rất thú vị và đầy phấn khích, kích thước của phao cho phép người chơi thỏa thích chèo trên sông mà điều này không được thấy ở hai loại hình của trò chèo thuyền vượt thác. Người chơi có thể tận dụng công dụng của một số đồ vật như là hộp khô và túi rác để mang theo những vật dụng cá nhân nhỏ hoặc để đựng rác, lon, chai từ chuyến đi của mình.
Do những nguy hiểm ven sông mà dịch vụ cho thuê phao phổ biến ở đó thường cảnh báo về những mảnh thủy tinh. Một số văn phòng chấp pháp đã nghiêm cấm đặt các thùng chứa (vật thường được làm lạnh trong bồn kim loại) phía bên trong những phao cỡ lớn.
Phần lớn các công viên nước tiến hành thiết kế loại hình phao giải trí đặc biệt được gọi là dòng sông lười. Nó gồm một hồ hình tròn bao quanh, sông nhân tạo nhờ đó mà người chơi có thể thả mình theo dòng chảy hoặc theo hướng thẳng như là trượt nước.

### Tuyết

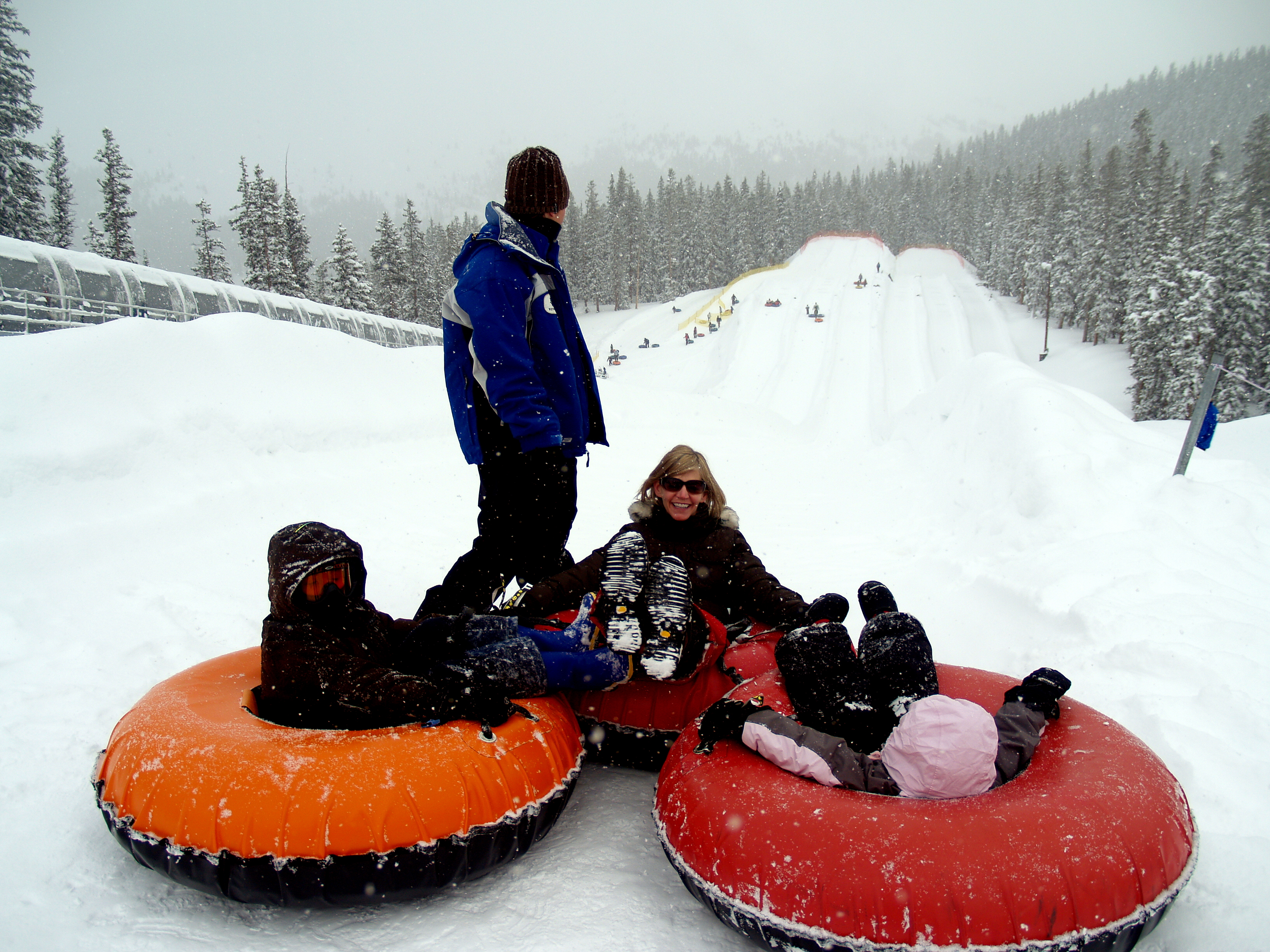
Adventure Point tại Keystone Resort. Nhà điều hành quan sát để đảm bảo người dân bên dưới thấy rõ đường chạy một cách an toàn trước khi đưa gia đình này xuống một ngọn đồi cao nhất với phao ngồi ở 11,640 ft. Bên trái là trạng thái họ trong một tấm thảm nghệ thuật ảo thuật sử dụng để mang và hỗ trợ đường chạy từ phía dưới.

Phao tuyết được đồn đại đã bắt đầu ngay từ những năm 1820 ở dãy núi Alpine. Phao trượt trên tuyết là một hoạt động mùa đông tương tự như đi xe trượt tuyết. Loại phao này hầu như luôn được biểu diễn trên một ngọn đồi hoặc dốc, việc sử dụng trọng lực để đẩy người lái đến phần dưới cùng của lớp tuyết. Người lái thường quay lại đỉnh dốc với phao để lặp lại quá trình. Lượng ma sát thấp giữa hầu hết các phao và tuyết cho phép phao đạt tốc độ đáng kể trong khi lái, đặc biệt là trên các sườn dốc. Bởi vì do hình dạng tròn của phao tuyết,
kiểm soát quá trình và tốc độ của một phao trong khi trượt trên tuyết là vô cùng khó khăn. Trong khi một tay đua xe trượt tuyết có thể kéo lê cánh tay của họ trên tuyết để hãm lại hoặc để lái đến một mức độ, việc cố gắng này trên một phao sẽ thường gây ra phao quay tròn. Sự thiếu kiểm soát đã dẫn đến chấn thương, một vài trường hợp nghiêm trọng, khi người lái gặp những trở ngại chẳng hạn như những  cái cây trong khi trượt phao trên tuyết.
Một vài khu nghỉ mát trượt tuyết cung cấp các khóa học dành riêng cho hệ thống phao. Khóa học này thường có độ dốc hoặc các rào cản về ngoại vi để hướng dẫn các phao cùng với  một khóa học an toàn. Ròng rọc cơ giới hóa thường được sử dụng để kéo những người lái và phao của họ trở lại phần đầu của khóa học sau khi trượt xuống phía dưới. Adventure Point tại Keystone Resort ở Colorado cung cấp phao tuyết vào cuối hè. Sự nâng lên của họ đã được biết đến để cung cấp đủ tuyết kéo dài đến tháng Bảy. Steamboat Springs, Colorado núi trượt tuyết cung cấp phao vào đêm tuyết trong mùa trượt tuyết. Adventure Point Another ví dụ là Frisco Adventure Park ở thị trấn Frisco, Colorado.
Nó cũng có thể kéo một phao xuyên qua đống tuyết đằng sau một xe trượt tuyết. Điều này cũng tương tự như phao kéo trên nước, chỉ có các tàu thuyền được thay thế bằng xe trượt tuyết và nước với mặt đất phủ đầy tuyết.

### Phao diều
Một biến thể của phao kéo được đặt tên là "phao diều" đã bắt đầu xuất hiện.
Khi phao được kéo trên mặt nước đạt tốc độ cao, chúng có thể bay lên. Điều này là do bộ phận của phao đóng vai trò như một đôi cánh và tạo ra sự bay lên. Bằng cách này, các phao sẽ trở thành một con diều. Khả năng của một phao đạt được và duy trì chuyến bay phụ thuộc vào một vài yếu tố bao gồm, tốc độ phao đang di chuyển, hình dáng và kích thước của phao, trọng lượng của người lái, và cái phao tự nó được định hướng như thế nào. Hầu hết các phao không được thiết kế để bay, người lái thường ít hoặc không kiểm soát toàn bộ cái phao sau khi nó được bay lên. Điều này có thể dẫn đến một vụ va chạm dữ dội gây ngã ngửa trên mặt nước khi người lái có hoặc không có phao.
Để giải quyết những đặc điểm của chuyến bay với hầu hết các phao dẫn và nhắm đến mục tiêu khiến người tìm hồi hộp, phao được thiết kế đặc biệt cho phao diều đã được giới thiệu. Những phao này có thể là điều đặc biệt của phao dẫn cho phép không khí lưu thông qua cơ thể của phao, một "cửa sổ" minh bạch cho người cầm lái để báo hiệu cho các nhà điều hành tàu, cũng như sắp xếp hợp lý hơn, kiểu dáng khí động học.
Tính đến tháng 7 năm 2006, có 39 người bị thương và hai ca tử vong từ phao diều đã được báo cáo. Chấn thương bao gồm gãy cổ, thủng phổi, xương sườn bị nứt, một chấn động và tổn thương ở ngực, lưng và mặt. Một số vụ tai nạn có liên quan đến các cơn gió làm bất ngờ thay đổi các đặc tính chuyến bay và ảnh hưởng tới người cầm lái.
Trong sự hợp tác với Ủy ban Hoa Kỳ tiêu dùng an toàn sản phẩm (CPSC), Sportsstuff Inc tự nguyện rút phao diều Wego khỏi thị trường vào ngày 13, 2006.
Liên quan đến phao diều là cánh diều được thổi phồng, cánh linh hoạt hoặc khí thổi phồng ở cánh bàng quang, nơi một thanh điều khiển được gắn vào cánh diều để điều khiển cánh diều bị thổi phồng, vì vậy không xảy ra sự nguy hiểm. Người điều khiển cánh diều có thể nhanh chóng ngắt kết nối để giải phóng từ một chiếc thuyền kéo hay một chiếc xe hơi nếu có 1 góc nguy hiểm ở đầu kéo.

### Phao mùa hè
Phao mùa hè là những kiểu phao tuyết khác nhau mùa hè. Đáy của phao phải chắc để trượt trên những đường dốc nhân tạo. Nó có thể được đặt trên núi gần các nơi trượt tuyết hoặc bạn có thể nhìn thấy chúng ở khu vui chơi ngoài trời. Ở châu Âu được sản xuất bởi Neverplast và TubingsystemP

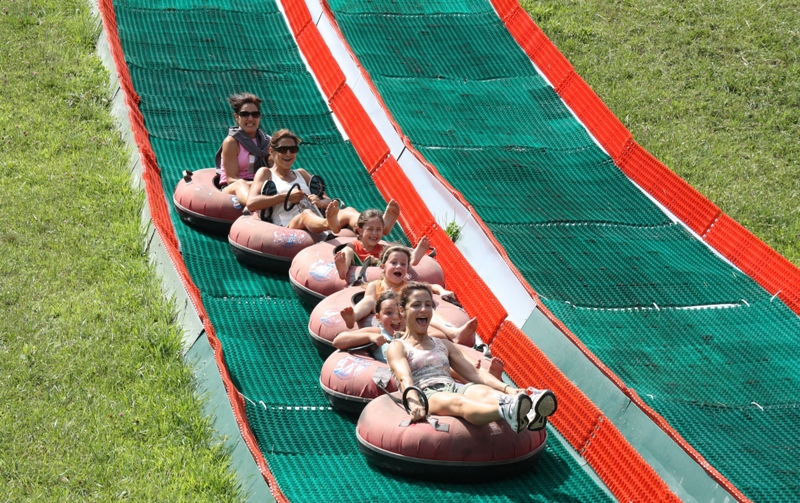
Phao mùa hè Neveplast

## Thiết bị

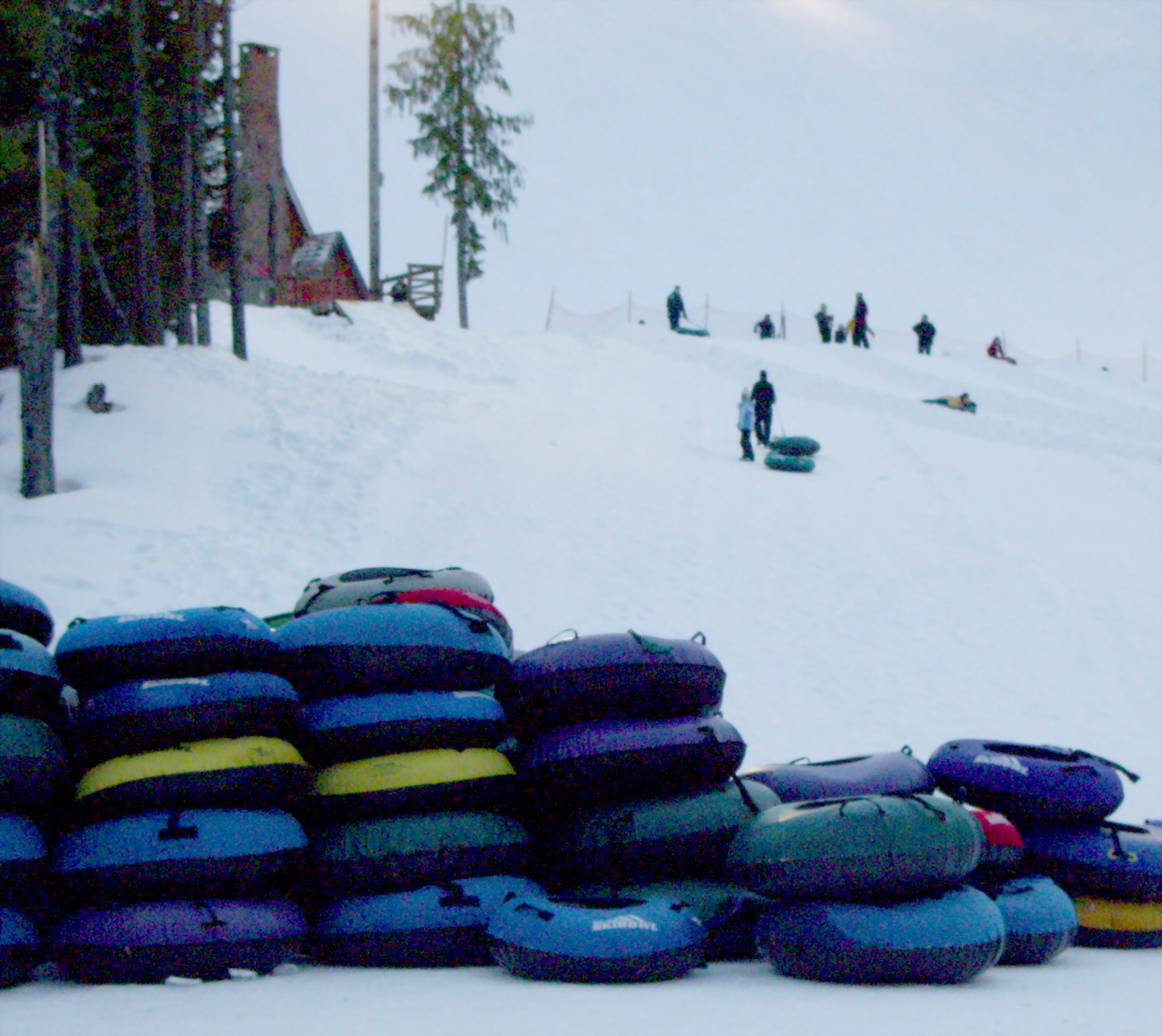
Những chồng phao trượt tuyết

Phao có thể yêu cầu những mẫu và các loại thiết bị khác nhau phụ thuộc vào sự đa dạng mà người ta muốn tham gia.
Một trong những bộ phận phổ biến của thiết bị trên tất cả các hình thức của phao là chính phao đó. Trong khi phao thì rất đa dạng trong cách chế tạo, chia sẻ chung về tất cả tiêu biểu là:
* Có thể bơm phồng.

### Nước
Những cái phao được dùng như những vật kéo trên nước thì không hẳn là những cái phao nước nhưng những cái phao đó được thiết kế đặc biệt cho mục đích giải trí. Nó thường khá bền và có hình bánh rán hoặc dạng đĩa. Một cái lưới hút bằng vải tổng hợp thường bao cái phao để ngăn nó khỏi bị dãn trong thời gian kéo. Những cái lưới hút như vậy thường có tay cầm cho người cầm lái để nắm và có một điểm tựa để nối dòng kéo.
Việc kéo một hoặc nhiều phao cũng đòi hỏi máy trợ nước mạnh như là một xuồng máy hoặc tàu thuyền đơn cũng như dây thừng để cột các ống một cách khéo léo.
Những cái phao được sử dụng như phao trôi tự do thường là những cái phao truyền thống, nhưng những cái khác được bán vì mục đích kiếm tiền thì đang trở nên phổ biến. Những cái phao có hình bánh rán cho phép người chơi ngồi thoải mái với phần lưng vắt ngang trên thành phao còn phần mông thì ở giữa phao. Loại phao này hiếm khi có nhiều tay cầm hoặc lưới hút và hoạt động không tốt như la vật kéo. Một loại phao nước khác có một bảng gỗ chèn qua các lỗ ở giữa phao để ngăn những viên đá trên sông văng lên thành phao và làm bị thương người lái trong vùng nước nông.
Ngày xưa sử dụng phao nước truyền thống thì phổ biến trên sông Nam ở Vang Viêng, Lào. Những người chơi đổ xô đến thị trấn này để trải nghiệm.

### Tuyết
Phao đã từng dùng cho việc di chuyển trên tuyết, đôi khi được thiết kế đặc biệt với những phần giữa như má lúm đồng tiền chứ không phải là một lỗ "bánh rán". Điều này ngăn cản người lái và phao kéo trên tuyết. Những cái phao tuyết có thể được thiết kế có tay cầm.

## Nguy hiểm
Trò phao giải trí không phải không có nguy hiểm, với loại hình dưới nước có 20 ca tử vong vào năm 2011 ở Lào. Những ca tử vong từ loại hình trên tuyết xảy ra vào năm 2007, 2008 và năm 2011 có người đâm vào cây.
 Năm 2015, một người chơi phao tuyết đã không may đâm vào cột đèn.

## Thuật ngữ
- Phao bia - Là một chiếc bè hoặc máy bơm hơi được thiết kế đặc biệt nhằm mục đích là để giữ nước đá, nước uống, thực phẩm và quan trọng nhất là đồ uống dành cho người lớn. Cũng thường được gọi là "Beertanic"
- Kubing - là hành động để phao trượt xuống sông cùng lúc với một thùng bia nằm bên trong một cái ống rỗng ruột.
- Bánh quy - Một tên gọi khác được sử dụng để mô tả hình dạng của một loại phao có hình dáng giống như một cái đĩa.
- Bánh rán - Một tên gọi khác được dùng để mô tả hình dạng của loại phao với lỗ hổng ở giữa.
- Điểm rơi - Là địa điểm mà tại đó người trượt ống cùng với phao bắt đầu di chuyển từ đất liền xuống nước.
- Thả trôi - là hành động mà một đội chơi tập hợp lại với nhau nhằm mục đích giải trí duy nhất là làm cho họ rơi xuống sông cùng với phao.
- Đoàn tàu nhỏ – ý chỉ đến một nhóm có hai hay nhiều phao cùng kết hợp để trôi xuống sông. Thường thì các phao sẽ được nối với nhau bằng dây thừng.
- Điểm thoát - Là địa điểm cuối cùng mà phao ra khỏi dòng sông.
- Phao ghép - lớn hơn phao đơn, nhưng không phải là một chiếc bè. Một phao ghép có thể phù hợp với bốn người hoặc nhiều hơn, nhưng vẫn duy trì một chuyển động tròn và có khả năng cơ động kém.
- Điểm ưa thích - là một vị trí thú vị hoặc hữu ích. Nó có thể là một điểm gặp gỡ trên sông, một điểm thu hút tự nhiên, hoặc một điểm nguy hiểm mà người ta phải nhận thức được.
- Nơi chuyển tiếp - Là một điểm dọc theo đường trượt mà trong đó người chơi phải thoát ra với phao và đi bộ vì gặp phải mực nước thấp hoặc chướng ngại vật nguy hiểm dưới nước.
- Bơm - Là một dụng cụ dùng bằng tay hoặc bằng điện được sử dụng để thổi phồng phao hoặc bè.
- Bè - Là một vật được thổi phồng giống hình chiếc thuyền để có thể chứa một hoặc nhiều người chơi. Bè thường đi kèm với mái chèo, nhưng mái chèo đôi khi không thật sự cần thiết cho việc trượt tuyết.
- Phao trượt - Là loại thiết bị được sử dụng để làm cho người chơi nổi lên khi trượt ống, thường được bơm hơi.
- Người chơi - Những người tham gia vào trò chơi trượt phao.
- Trượt phao – là hành động thú vị khi trôi xuống sông cùng phao.
- Giày nước – loại giày sử dụng để bảo vệ bàn chân khi đi bộ trong nước và trên đá. Các nhãn hiệu Tevas, Keens hoặc Crocs đang được sử dụng.

## Tham khao
1. ↑  Alicia Wood and Jonathan Swan (2008). "Sydneysider dies leaping into river while 'tubing' in Laos". Truy cập ngày 26 tháng 1 năm 2012.
2. ↑  Megan Levy (2008). "Melbourne student dies in second tubing tragedy". Truy cập ngày 26 tháng 1 năm 2012.
3. ↑  "Snow Tubing Dangers Increasing". Chalat Hatten Koupal & Banker PC. Bản gốc lưu trữ ngày 1 tháng 2 năm 2015. Truy cập ngày 1 tháng 2 năm 2015.
4. ↑  "Snow tubing: dangerous thrill". The Columbus Dispatch. Bản gốc lưu trữ ngày 23 tháng 4 năm 2016. Truy cập ngày 1 tháng 2 năm 2015.

## Liên kết ngoai
- North America's Snow Tubing Park Directory Lưu trữ ngày 27 tháng 3 năm 2016 tại Wayback Machine -  cơ sở dữ liệu lớn nhất trên web.
- Extreme Biscuiting[liên kết hỏng] album ảnh của phao nhảy và barrel-rolls
- Skills, Techniques and Safety for River Tubing miêu tả về thiết bị, kỹ năng, cách chọn sông, an toàn, hình ảnh và đoạn phim.